# Écurie Niárchos
L'écurie Niárchos est une écurie de chevaux de course participant aux courses hippiques de plat fondée par l'armateur grec Stávros Niárchos.

## Histoire
Riche armateur et personnalité de la jet set internationale, Stávros Niárchos s'intéresse aux courses de chevaux dans les années 50 en Angleterre (il remporte un premier grand succès en 1956 avec Pipe of Peace dans les Middle Park Stakes), mais son engagement dans le domaine se concrétise surtout dans les années 1970, lorsqu'il achète à un Marcel Boussac ruiné le haras de Fresnay-le-Buffard à Neuvy-au-Houlme et confie son écurie à l'entraîneur François Boutin. Parallèlement, il acquiert aux États-Unis le haras de Oak Tree Farm à Lexington, dans le Kentucky et un autre en Irlande. Stávros Niárchos est un éleveur-propriétaire, la quasi-totalité de ses champions provient de son propre élevage, même s'il réalise aussi des achats spectaculaires (et parfois fructueux, comme celui de Nureyev en 1978). À sa mort en 1996, c'est sa fille Maria puis sa petite fille Electra qui reprennent les opérations de l'écurie, la famille étant récompensée d'un Daily Telegraph Award of Merit en 2007. 
Parmi les meilleurs chevaux ayant fait briller les couleurs de l'écurie – casaque bleu marine, croix de Saint-André bleu ciel, manches rayées bleu ciel et marine, toque blanche, avec quelques variantes lorsque le cheval est associé à l'antenne irlandaise (Flaxman Stables Ireland) ou américaine (Flaxman Holdings) – on peut citer Hector Protector, Divine Proportions, Kingmambo, Bago, le grand étalon Nureyev, la poulinière Coup de Folie et bien sûr l'immense championne Miesque, qui outre ses exploits en piste s'est révélée une jument base de l'élevage contemporain. Deux fois tête de liste des propriétaires en France (1983, 1984) et trois fois tête de liste des éleveurs (1989, 1993, 1994), l'écurie confie ses chevaux basés dans l'hexagone à plusieurs entraîneurs après la disparition de François Boutin en 1995, parmi lesquels Pascal Bary et André Fabre. L'autre contingent important est basé en Irlande, sous la responsabilité de Jessica Harrington.

## Principales victoires (courses deGroupe 1)
France
- Prix de l'Arc de Triomphe – 1 – Bago (2004)
- Prix du Jockey Club – 4 – Hernando (1993), Dream Well (1998), Sulamani (2002), Study of Man (2018)
- Prix de Diane – 4 – Northern Trick (1984), East of The Moon (1994), Divine Proportions (2005), Senga (2017)
- Poule d'Essai des Poulains – 6 – Melyno (1982), L’Émigrant (1983), Hector Protector (1991), Shanghai (1992), Kingmambo (1993), Karakontie (2014)
- Poule d'Essai des Pouliches – 3 – Miesque (1987), East of The Moon (1994), Divine Proportions (2005)
- Prix Jacques le Marois – 9 – Miesque (1987, 1988), Hector Protector (1991), Exit to Nowhere (1992), East of The Moon (1994), Spinning World (1996, 1997), Six Perfections (2003), Alpha Centauri (2018)
- Prix de la Salamandre – 6 – Seattle Song (1983), Miesque (1986), Common Grounds (1987), Machiavellian (1989), Hector Protector (1990), Coup de Génie (1993)
- Prix du Moulin de Longchamp – 5 – Mendez (1984), Miesque (1987), Kingmambo (1993), Spinning World (1997), Maxios (2013)
- Prix Marcel Boussac – 5 – Miesque (1986), Six Perfections (2002), Denebola (2003), Divine Proportions (2004), Albigna (2019)
- Prix Lupin – 4 – Persépolis (1982), L’Émigrant (1983), Johann Quatz (1992), Hernando (1993)
- Prix Morny – 4 – Machiavellian (1989), Hector Protector (1990), Coup de Génie (1993), Divine Proportions (2004)
- Prix d'Ispahan – 3 – Baillamont (1986), Miesque (1988), Maxios (2013)
- Prix Jean–Luc Lagardère – 3 – Hector Protector (1990), Way of Light (1998), Karakontie (2013)
- Prix de la Forêt – 2 – Procida (1984), Dolphin Street (1993)
- Prix Ganay – 2 – Baillamont (1986), Bago (2004)
- Prix Jean Prat – 2 – Baillamont (1985), Bago (2004)
- Grand Prix de Paris – 2 – Bago (2004), Erupt (2015)
- Prix Vermeille – 1 – Northern Trick (1984)
- Critérium International – 1 – Bago (2003)

 Royaume-Uni
- Epsom Oaks – 1 – Light Shift (2007)
- 1000 Guinées – 1 – Miesque (1987)
- Coronation Stakes – 4 – Magic of Life (1988), Chimes of Freedom (1990), Alpha Centauri (2018), Alpine Star (2020)
- Middle Park Stakes – 2 – Pipe of Peace (1956), Bassenthwaite (1984)
- St. James's Palace Stakes – 2 – Kingmambo (1993), Circus Maximus (2019)
- Falmouth Stakes – 1 – Alpha Centauri (2018)
- Queen Anne Stakes – 1 – Circus Maximus (2020)

 Irlande
- Irish Derby – 2 – Law Society (1985), Dream Well (1998)
- Irish 2000 Guineas – 1 – Spinning World (1996)
- Irish 1000 Guineas – 1 – Alpha Centauri (2018)
- Moyglare Stud Stakes – 2 – Chimes of Freedom (1989), Discoveries (2021)
- Vincent O'Brien National Stakes – 1 – Tate Gallery (1985)
- Irish St Leger – 1 – Dark Lomond (1988)
- Tattersalls Gold Cup – 1 – Shiva (1999)
- Matron Stakes – 1 – Fiesolana (2014)

 États-Unis
- Breeders' Cup Mile – 6 –  Miesque (1987, 1988), Spinning World (1997), Domedriver (2002), Six Perfections (2003) Karakontie (2014)
- Washington, D.C. International – 1 – Seattle Song (1984)
- Manhattan Handicap – 1 – Denon (2003)
- Breeders' Cup Turf – 1 – Main Sequence (2014)
- Joe Hirsch Turf Classic Invitational Stakes – 1 – Main Sequence (2014)
- United Nation Stakes – 1 – Main Sequence (2014)
- Sword Dancer Stakes – 1 – Main Sequence (2014)

 Canada
- E.P. Taylor Stakes – 1 – Insight (1999)
- Woodbine Mile – 1 – Good Journey (2002)
- Canadian International Stakes – 1 – Erupt (2016)